# 愛知県道523号広久手八草線
愛知県道523号線広久手八草線（あいちけんどう523ごう ひろくてやくさせん）は、愛知県豊田市を走る愛知県の一般県道である。広久手八草線となっているが、まだ瀬戸市広久手町には道路が達していない。計画では、あいち海上の森センター付近が起点となり、愛知県道6号力石名古屋線を超えて南下し、国道155号に達するまで延長する予定となっている。

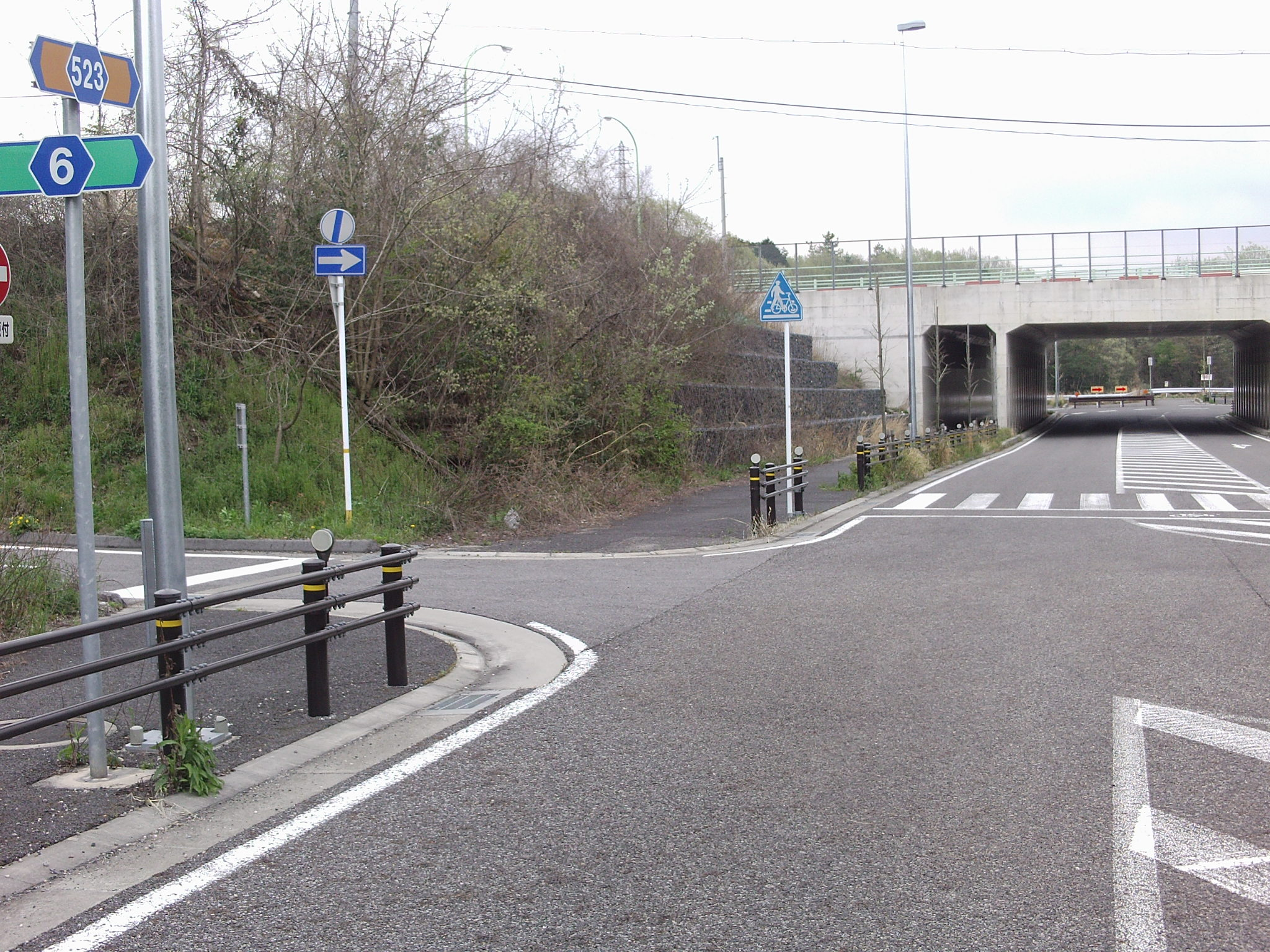
八草東インターチェンジ付近にて。画像奥のガードレールの先は県道としては未整備状態。すぐ上は猿投グリーンロードで八草本線料金所の手前。

## 概要

### 路線データ
- 起点：愛知県豊田市八草町来姓（愛知工業大学西）
- 終点：愛知県豊田市八草町森下（国道155号交点）

## 沿革
- 2000年12月22日：認定
- 2010年頃：八草町来姓地内の起点、猿投グリーンロードの八草東IC付近迄先行開通。現在は愛知環状鉄道線八草駅の裏側に接続されているが同駅の駅舎に阻まれて行き止まりとなっている。
- 2012年頃：終点側となる八草町森下地内の国道155号との交点付近にて道路造成の為の整地を開始。
- 2017年～2018年頃：上記地点にて道路の造成工事開始。
- 2027年(予定)：現在工事中の区間が開通予定。

## 主な接続路線
- 猿投グリーンロード（愛知県道6号力石名古屋線）

## 周辺
- 愛知工業大学
- あいち海上の森センター
- 海上の森
- 愛知環状鉄道・愛知環状鉄道線 / 愛知高速交通東部丘陵線（リニモ） 八草駅

## その他
愛・地球博開催時、当県道は八草駅の裏口（現存せず）と瀬戸会場を結ぶ道路であった。現在は八草駅手前で行き止まりとなっており、博覧会閉幕後に完成した同駅の3番出口と歩道で結ばれている。